# ساوور
ساوور (به ترکی استانبولی: Savur) شهری است در کشور ترکیه که در استان ماردین واقع شده‌است. جمعیت این شهر بر اساس سرشماری سال ۲۰۰۸ میلادی ۸٬۵۰۰ نفر و بر اساس برآوردهای سال ۲۰۰۹ میلادی ۸٬۰۵۸ نفر می‌باشد.